# Twinnie-Lee Moore
Pour les articles homonymes, voir Moore.
Twinnie-Lee Moore (née le 14 mai 1987), connue professionnellement sous le nom de Twinnie, est une auteure-compositrice-interprète et actrice anglaise, connue pour avoir joué Porsche McQueen dans le feuilleton Hollyoaks de Channel 4 . 

## Carrière

### Comédies musicales
En 2009, Moore a été repérée pour jouer la meurtrière Velma Kelly pour la tournée 2009/2010  de la comédie musicale Kander et Ebb Chicago. Elle est ensuite apparue dans A Chorus Line, qui a duré dix jours en mai 2010 au Lowry de Manchester. 
Moore a joué le rôle de Jazmin  dans Flashdance The Musical pour son ouverture de production de Shaftesbury Theatre en octobre 2010. Moore a joué une Latina, l'une des trois amies qui dansent dans un club, qui ensemble "chantent pratiquement tout le spectacle". A été annoncé plus tard que Moore doublerait non seulement l'actrice Victoria Hamilton-Barritt, qui jouait le rôle principal Alex Owens, mais jouerait également le rôle principal chaque samedi en matinée. [réf. nécessaire]   Selon une interview, le projet incluait des contrats d'un an pour toute la distribution originale, et un enregistrement original de distribution était également prévu. Cependant, le spectacle a cessé le 15 janvier 2011. [réf. nécessaire]
Moore a joué dans la première à West End de Rock of Ages et a joué les rôles principaux de Sherrie  et de Justice à plusieurs reprises. Le spectacle a débuté le 31 août 2011 au Shaftesbury Theatre jusqu'à un changement de casting en septembre 2012[réf. nécessaire]. 

### Cinéma
Moore a joué Monica dans la série The Wife, aux côtés de Glenn Close, Max Irons et Christian Slater.  
En 2014, Moore a joué le rôle de Crazy Mary  dans le film Ironclad: Battle for Blood . 
Dans An Enchanted Ruby (2017), Moore a joué le rôle de Sara en post production.

### Télévision
Moore a joué Nikki Allcott dans Doctors qui a été diffusé sur BBC One le 29 juillet 2013. 
En août 2014, il a été annoncé que Moore rejoindrait le casting de Hollyoaks en tant que Porsche McQueen. Elle a fait sa première apparition le 4 novembre 2014. Le personnage a mis en évidence les problèmes d' abus sexuels chez les enfants, tandis que ses autres histoires incluaient un mariage raté à cause d'un mari ayant plusieurs liaisons. Moore a quitté son rôle en octobre 2015, et les dernières scènes diffusées le 24 décembre 2015. Moore a été nommé pour un Inside Soap Award en 2015. 

### Musique
En 2015, Moore a sorti son premier single, "Cool", sur SoundCloud . Le 17 février 2016, Moore a joué dans la salle The Mint  à Los Angeles. Le 6 novembre 2016, Moore a joué en direct à Zedel avec son groupe de nombreuses chansons de son répertoire. 
Le premier album de Twinnie, Hollywood Gypsy, est sorti le 17 avril 2020. Il a fait ses débuts au numéro 2 du UK Country Albums Chart.

## Discographie

### Albums
| Titre           | Détails de l'album                                                           |
| --------------- | ---------------------------------------------------------------------------- |
| Hollywood Gypsy | - Sortie: 17 avril 2020 - Label: BMG - Formats: CD, téléchargement numérique |

### EP
| Titre                 | Détails de l'album                                                                     |
| --------------------- | -------------------------------------------------------------------------------------- |
| Twinnie               | - Sortie: 29 juillet 2016 - Étiquette: TLM Records - Formats: téléchargement numérique |
| Better When I'm Drunk | - Sortie : 1er mars 2019 - Label : BMG - Formats : CD, téléchargement numérique        |

### Singles
| Titre                   | An   | Album           |
| ----------------------- | ---- | --------------- |
| "Cool"                  | 2015 | Twinnie - EP    |
| "Home"                  | 2016 | Twinnie - EP    |
| "Better When I'm Drunk" | 2019 | Hollywood Gypsy |
| "Social Babies"         | 2019 | Hollywood Gypsy |
| "Lie to Me"             | 2019 | Hollywood Gypsy |
| "Type of Girl"          | 2020 | Hollywood Gypsy |
| "I Love You Now Change" | 2020 | Hollywood Gypsy |